# 失望角州立公園
失望角州立公園（英語：Cape Disappointment State Park），前稱坎比堡州立公園（英語：Fort Canby State Park），是一個位於美國華盛頓州的公眾娛樂區。公園佔地2,023英畝（819公頃），包含著如原始森林、淡水湖以及淡水和鹹水沼澤地等景觀，而園內景點則包括坎比堡、劉易斯和克拉克解說中心、北角燈塔及失望角燈塔。此公園是路易斯和克拉克國家歷史公園在華盛頓州和俄勒岡州內的數個州立公園和遺址之一。

## 歷史
失望角因1788年約翰·梅雷斯上尉未能穿越河成砂壩而得名。後來，另一位美國上尉羅伯特·格雷成功通過該處。而在1805年，劉易斯和克拉克遠征隊到達失望角。
1862年，南北戰爭期間，合眾國政府在失望角設立了一個名為「失望角哨站」的營地，並在該處建立了防禦工事，以保護北部到哥倫比亞河河口的線路，防止聯盟軍或外國艦隊的襲擊。營地由第9步兵團A連及第8加利福尼亞志願軍A連駐守。1863年，史蒂文斯堡在哥倫比亞河南岸建立。1864年，政府把哨站更名為「失望角堡」。
1875年，美國政府擴建失望角堡，並把其更名為「坎比堡」。而到了1906年，政府在根據恩迪科特計劃進行防禦工事改善工程後，坎比堡與史蒂文斯堡及哥倫比亞堡成為了哥倫比亞河三堡防禦工事的一部分。
1930年代，在平民保育團的幫助下，堡壘內的環境（例如道路和小徑）得以改善。在第二次世界大戰期間，美國政府再次擴建了坎比堡。而在戰後，美國政府則把堡壘除役，並在1950年代初期把堡壘移交至華盛頓州，作州立公園之用。

## 活動及設施
劉易斯和克拉克解說中心位於懸崖上，俯瞰哥倫比亞河和太平洋的交匯處。中心內的展品包括1803年至1806年劉易斯和克拉克遠征（從密蘇里州聖路易斯到太平洋沿岸）時的物品，公園的後期歷史（包括燈塔、美國海岸警衛隊和軍事活動），以及該地區的海洋和自然歷史。
此外，公園還提供露營和其他過夜住宿設施、遠足徑、船隻下水裝置、野餐設施，以及北角燈塔導賞服務等。

## 文獻引用
- U.S. Quartermaster Department. . U.S. Government Printing Office. 1872 （英语）.

## 外部連結
- 失望角州立公園網頁（页面存档备份，存于）